# Henryk Janduda
Henryk Paweł Janduda (ur. 11 lutego 1924 w Knurowie, zm. 28 listopada 2008 w Ahlen) – polski piłkarz występujący na pozycji obrońcy, reprezentant Polski w latach 1948–1950, trener.

## Kariera

### Klubowa
Janduda rozpoczął karierę piłkarską w 1936 roku. Zasilił wówczas drużynę Kresów Chorzów, która reprezentował do 1943 roku. W czasie II wojny światowej został wcielony do Wehrmachtu, jednak przeszedł na stronę aliantów i trafił do 2 Korpusu Polskich Sił Zbrojnych dowodzonego przez Władysława Andersa. Janduda wrócił w połowie 1947 roku z Anglii do Polski i za namową kolegów został zawodnikiem AKS–u Chorzów, w którym występował przez osiem sezonów. W nowym zespole zadebiutował 29 czerwca w przegranym 2:1 meczu ligowym z Rymerem Rybnik. Janduda zajął z AKS–em w sezonie 1947 trzecie miejsce na zakończenie rozgrywek ligowych. Pierwszą bramkę dla „Zielonych Koniczynek” strzelił z rzutu karnego 8 sierpnia 1948 roku w wygranym 3:2 spotkaniu z Lechem Poznań. W latach 1955–1956 i 1957–1958 Janduda pełnił rolę grającego trenera w odpowiednio Klubie Sportowym Chełmek i Wyzwoleniu Chorzów.

### Reprezentacyjna
Januda był reprezentantem Polski w latach 1948–1950. Wystąpił w tym czasie w dziewięciu meczach. Zadebiutował w kadrze prowadzonej przez selekcjonera Wacława Kuchara w towarzyskim spotkaniu przeciwko Czechosłowacji (3:1, 11 czerwca 1947 roku).

### Trenerska
Będąc czynnym zawodnikiem, Janduda prowadził w 1954 roku treningi w Sole Oświęcim. W latach 1955–1956 i 1957–1958 pełnił rolę grającego trenera w odpowiednio Klubie Sportowym Chełmek i Wyzwoleniu Chorzów. Po zakończeniu kariery piłkarskiej pracował jako szkoleniowiec w: Kleofasie Załęże, Siemianowiczance Siemianowice Śląskie, CKS Czeladź, Górniku Kostuchna, Jedności Michałkowice i Podlesiance Katowice.

## Statystyki

### Klubowe w latach 1947–1954
| Sezon | Klub        | Liga   | Liga krajowa | Liga krajowa |
| ----- | ----------- | ------ | ------------ | ------------ |
| Sezon | Klub        | Liga   | Mecze        | Bramki       |
| 1947  | AKS Chorzów | I Liga | 4            | 0            |
| 1948  | AKS Chorzów | I Liga | 15           | 2            |
| 1949  | AKS Chorzów | I Liga | 21           | 3            |
| 1950  | AKS Chorzów | I Liga | 22           | 0            |
| 1951  | AKS Chorzów | I Liga | 21           | 0            |
| 1952  | AKS Chorzów | I Liga | 10           | 0            |
| 1953  | AKS Chorzów | I Liga | 17           | 0            |
| 1954  | AKS Chorzów | I Liga | 19           | 1            |
| Razem | Razem       | Razem  | 129          | 7            |

### Reprezentacyjne
| Reprezentacja | Rok     | Mecze | Bramki |
| ------------- | ------- | ----- | ------ |
| Polska        | 1948    | 6     | 0      |
| Polska        | 1949    | 1     | 0      |
| Polska        | 1950    | 2     | 0      |
| Ogólnie       | Ogólnie | 9     | 0      |

| 1. | 18.04.1948 | Warszawa, Polska   | Czechosłowacja | 3:1 | towarzyski |
| 2. | 26.06.1948 | Kopenhaga, Dania   | Dania          | 8:0 | towarzyski |
| 3. | 25.08.1948 | Warszawa, Polska   | Jugosławia     | 0:1 | towarzyski |
| 4. | 19.09.1948 | Warszawa, Polska   | Węgry          | 2:6 | towarzyski |
| 5. | 10.10.1948 | Chorzów, Polska    | Rumunia        | 0:0 | towarzyski |
| 6. | 17.10.1948 | Warszawa, Polska   | Finlandia      | 1:0 | towarzyski |
| 7. | 08.05.1949 | Bukareszt, Rumunia | Rumunia        | 2:1 | towarzyski |
| 8. | 04.06.1950 | Warszawa, Polska   | Węgry          | 2:5 | towarzyski |
| 9. | 22.10.1950 | Warszawa, Polska   | Czechosłowacja | 1:4 | towarzyski |

## Życie prywatne
Janduda był synem powstańca śląskiego. Nosił boiskowy przydomek „Hajna”. Będąc na emeryturze osiadł w Niemczech. Był ojcem Pawła i wujkiem Józefa.